# Symplocos sawafutagi
Symplocos sawafutagi är en tvåhjärtbladig växtart som beskrevs av H. Nagamasu. Symplocos sawafutagi ingår i släktet Symplocos och familjen Symplocaceae. Utöver nominatformen finns också underarten S. s. terrae-nivosae.

## Bildgalleri

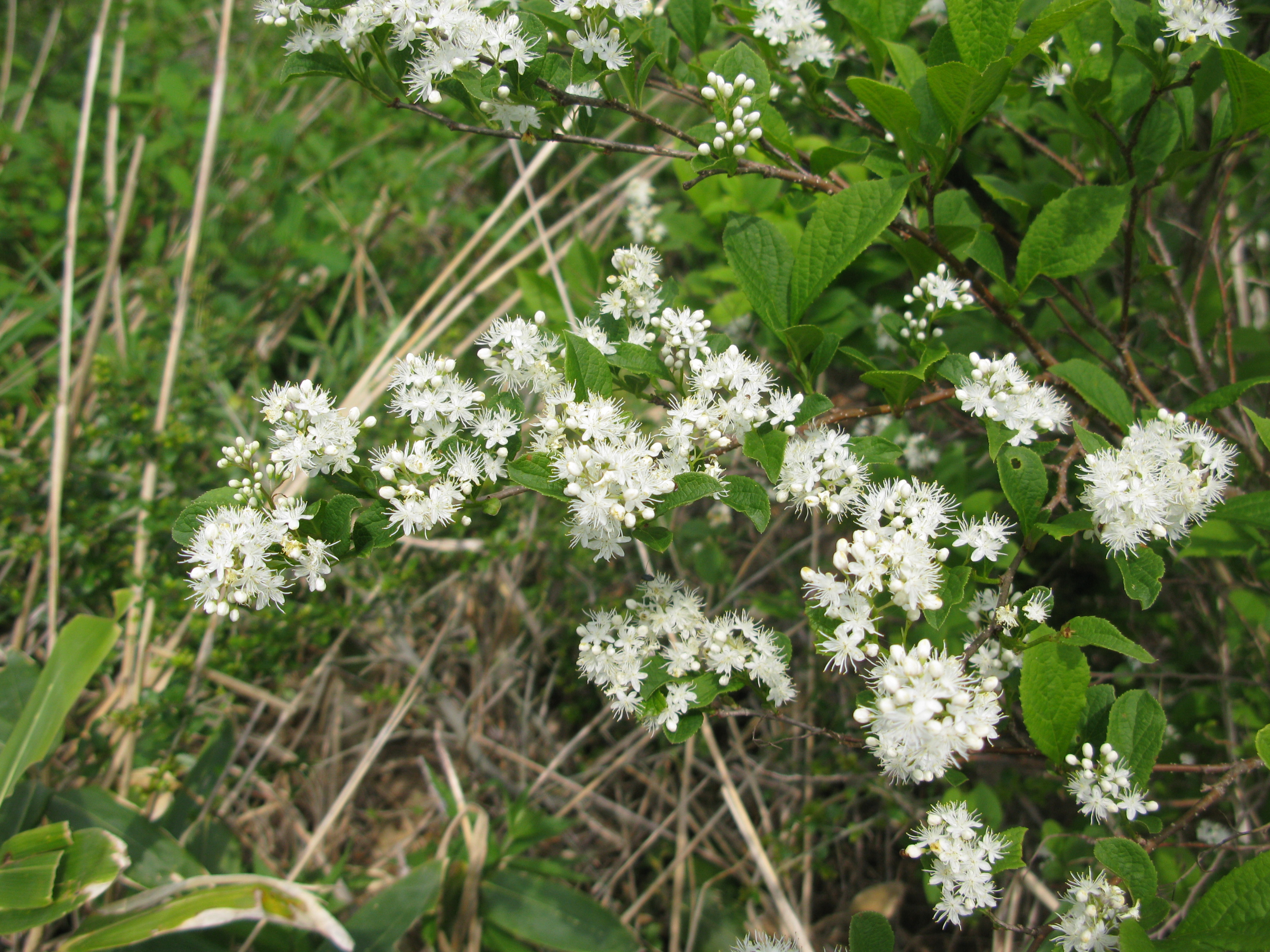
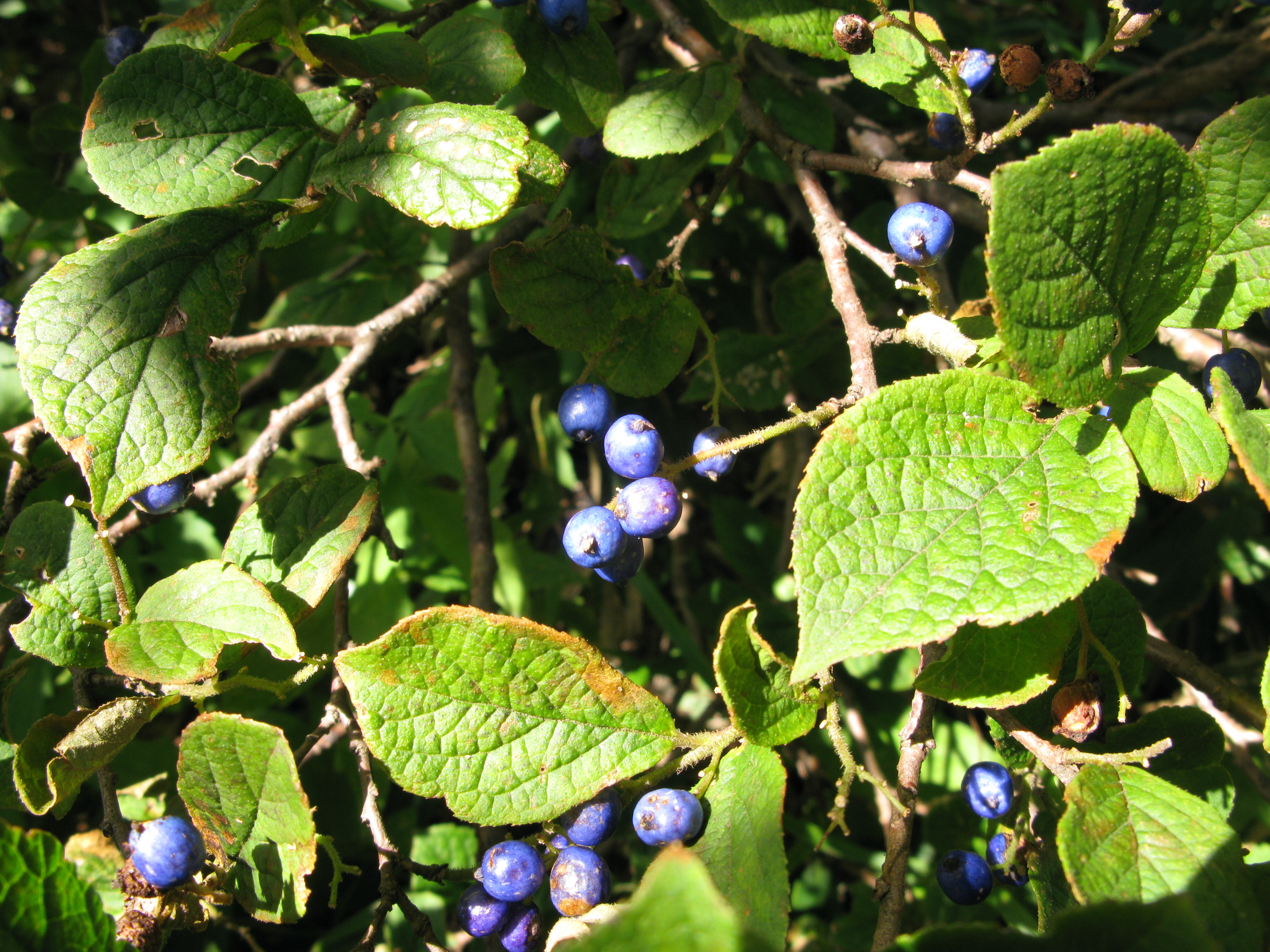
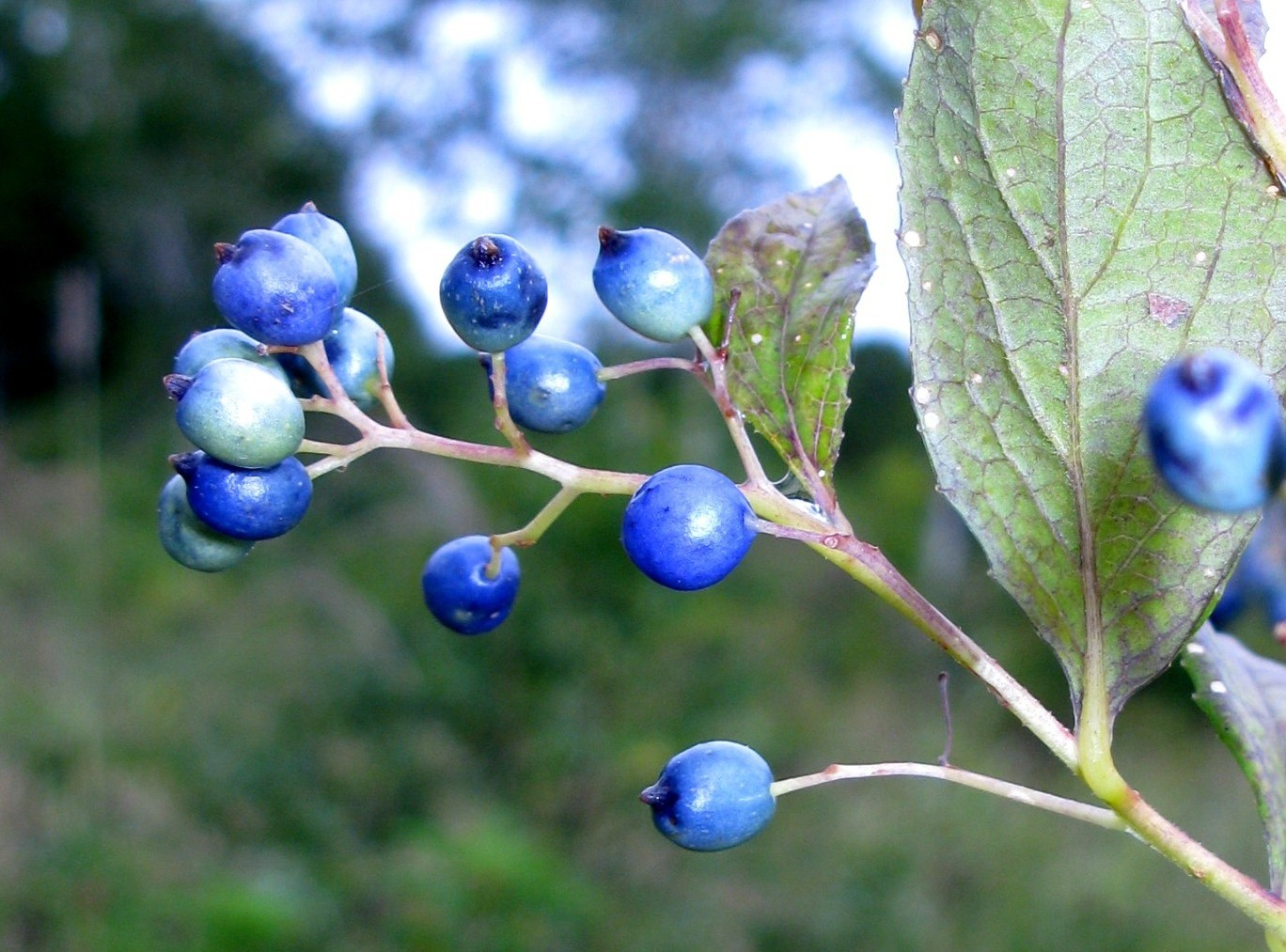